# Сент-Торет
Сент-Торе́т (фр. Sainte-Thorette) — коммуна во Франции, находится в регионе Центр. Департамент — Шер. Входит в состав кантона Меэн-сюр-Йевр. Округ коммуны — Вьерзон.
Код INSEE коммуны — 18237.

## География

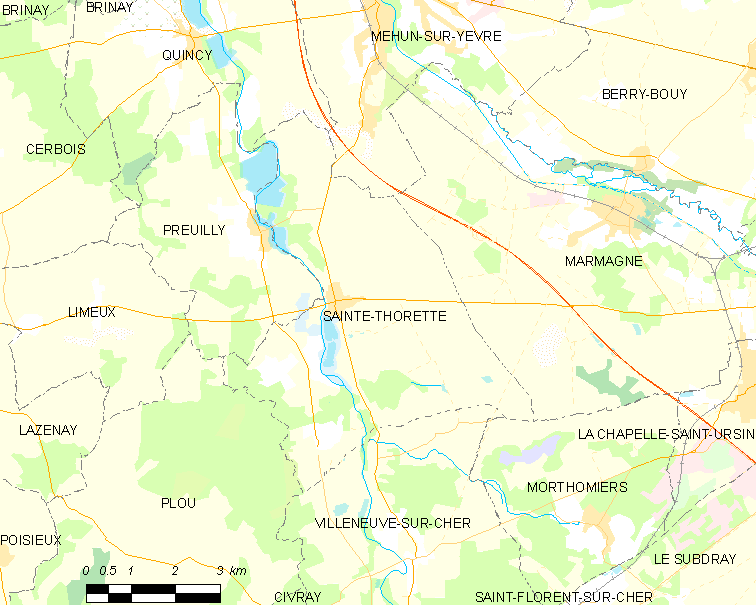
Карта коммуны

Коммуна расположена приблизительно в 200 км к югу от Парижа, в 95 км южнее Орлеана, в 15 км к западу от Буржа.
По территории коммуны протекает река Шер.

## Население
Население коммуны на 2008 год составляло 483 человека.
| 1962 | 1968 | 1975 | 1982 | 1990 | 1999 | 2008 |
| ---- | ---- | ---- | ---- | ---- | ---- | ---- |
| 253  | 284  | 276  | 366  | 426  | 425  | 483  |

## Администрация
| Период | Период | Фамилия                   | Партия | Примечания |
| ------ | ------ | ------------------------- | ------ | ---------- |
| 2001   | 2008   | Клод Жильбер              |        |            |
| 2008   | 2014   | Эмманюэль де Ла-Фушардьер |        |            |

## Экономика
В 2007 году среди 337 человек в трудоспособном возрасте (15-64 лет) 263 были экономически активными, 74 — неактивными (показатель активности — 78,0 %, в 1999 году было 79,0 %). Из 263 активных работали 245 человек (130 мужчин и 115 женщин), безработных было 18 (6 мужчин и 12 женщин). Среди 74 неактивных 29 человек были учениками или студентами, 32 — пенсионерами, 13 были неактивными по другим причинам.

## Достопримечательности
- Церковь Сент-Торет (XIV век)
  - Бронзовый колокол (1516 год). Исторический памятник с 1908 года[3]